# Jeff Hanneman
Jeffrey John Hanneman (Oakland, 31 de janeiro de 1964 - Hemet, 2 de maio de 2013), foi um músico norte-americano. Ele foi um dos guitarristas da banda de thrash metal Slayer. Quando conheceu o também guitarrista Kerry King, criaram o Slayer.

## Biografia

### Infância
Hanneman nasceu em 31 de Janeiro de 1964, em Oakland, Califórnia, e cresceu em Long Beach em uma família que continha vários veteranos de guerra: seu pai lutou na Normandia durante a Segunda Guerra Mundial e seus irmãos no Vietnã, fazendo a guerra ser um assunto comum nas conversas casuais. Filmes de guerra eram populares na TV na época, e Hanneman  se juntava a seus irmãos  construindo e colorindo tanques e modelos de avião. Seu interesse em histórias de exército e guerra foram atribuídos à sua educação.
Em um entrevista em 2009 com a Decibel magazine, ele afirmou que seu pai é alemão, mas lutou ao lado dos Aliados na Segunda Guerra. Na mesma entrevista, ele também deu detalhes sobre qual distrito da Alemanha seu pai e avós provieram. Seu avô era fluente em alemão. 
Hanneman foi introduzido ao  heavy metal ainda criança por sua irmã mais velha Mary, quando ela estava ouvindo  Black Sabbath na casa dela. Quando chegou ao colegial, Hanneman descobriu o hardcore punk, o qual teve influência significativa sobre seu estilo e atitude.

### Slayer

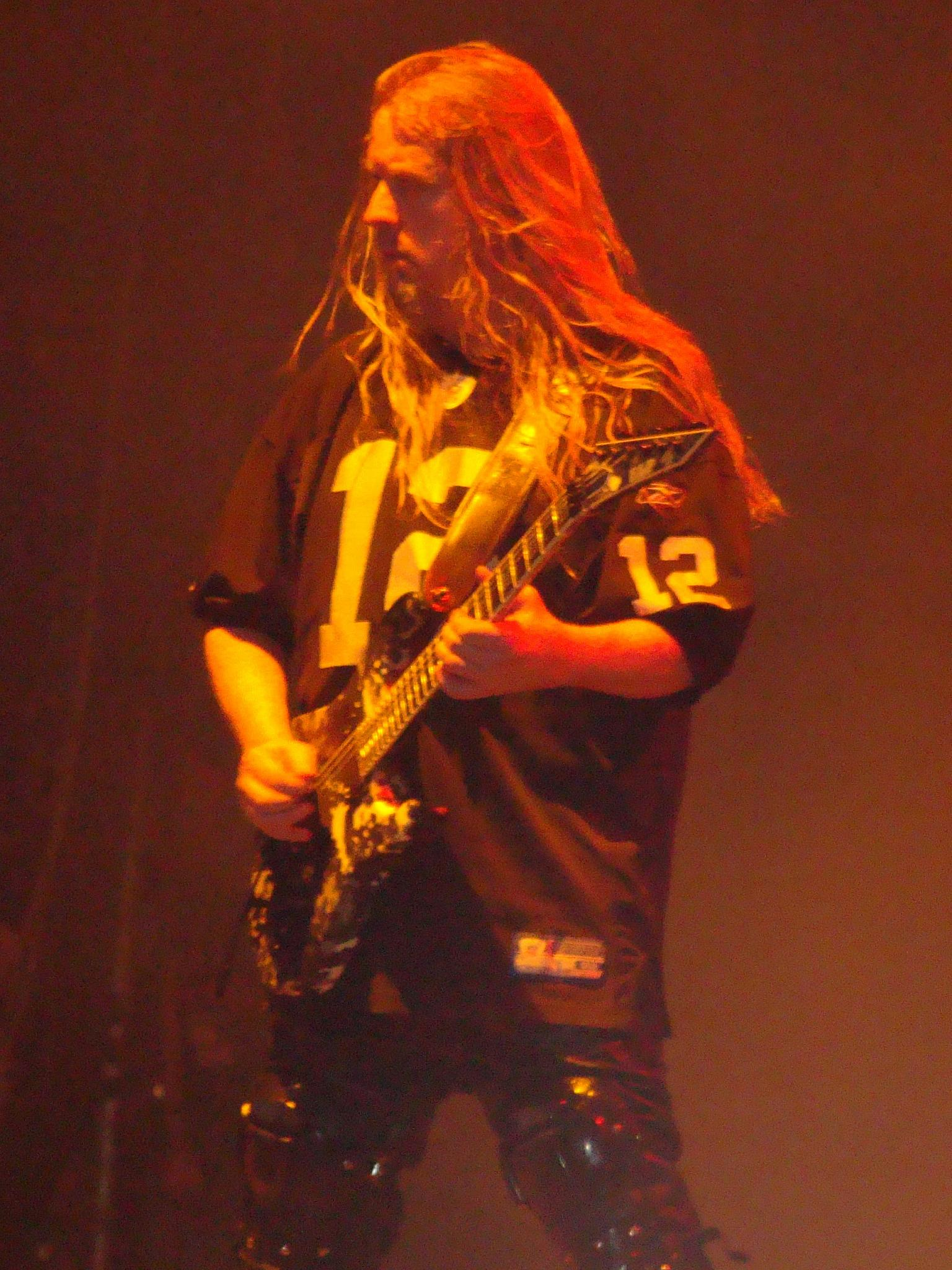
Jeff Hanneman, Gods of Metal 2008

Em 1981 Hanneman, que estava trabalhando como operador de telemarketing no momento, conheceu  Kerry King, quando King  foi audicionado para uma banda de southern rock chamada "Ledger". King lembrou: "Quando eu estava saindo, eu vi Jeff meio parado tocando guitarra, e ele estava tocando músicas que eu também gostava, como  ‘Wasted’  do Def Leppard, e AC/DC e Priest". Depois da sessão de testes, os dois guitarristas começaram a conversar e tocar músicas do Iron Maiden e Judas Priest. O Slayer nasceu quando King perguntou "Por que não começamos nossa própria banda?", então Hanneman respondeu "...Fuck yeah!".
Hanneman relatou que ele estava tocando guitarra "há cerca um mês" na época que conheceu King e, por sua vez, começou a se esforçar para melhorar suas habilidades depois de vê-lo tocar. Hanneman, que tinha forte influência de hardcore punk, introduziu os outros membros ao gênero, levando o Slayer  a uma pegada mais rápida e agressiva. O baterista da banda Dave Lombardo declarou que  suas influências de hardcore levaram-o a tocar mais rápido, contribuindo para consolidar seu estilo de tocar bateria.
Em 1984, Hanneman, Lombardo e o guitarrista Rocky George  do Suicidal Tendencies formaram um curto projeto paralelo de hardcore punk chamado "Pap Smear" - a banda tinha várias faixas escritas e estava iniciar gravações quando Hanneman foi alertado para evitar o projeto por seu produtor Rick Rubin, que disse "Ahhhh, não faça isso, cara — esse é o tipo de coisa que leva ao fim de uma banda!" e Hanneman seguiu o conselho de Rubin. Somente uma demo foi gravada, consistindo em Hanneman no baixo e vocal, Lombardo  na bateria e George na guitarra. Posteriormente duas dessas músicas foram regravadas no álbum de 1996 do Slayer Undisputed Attitude.

### Doença e morte
No início de 2011, Hanneman contraiu uma fasciíte necrosante, após ser picado por uma aranha. A doença, que é uma rara infecção no tecido subcutâneo, quase o levou à morte e fez com que perdesse parte do músculo do braço. Desde então, ele se afastou de alguns shows da banda para que pudesse se recuperar. Em 2012, o colega de banda Tom Araya tinha anunciado a sua recuperação da doença, porém depois, em fevereiro de 2013, Hanneman demonstrou problemas de saúde contínuos que o impediam de trabalhar no Slayer. Hanneman morreu em 02 de maio de 2013 perto de sua casa em Island Empire, Califórnia. Ele estava em um hospital local e sofreu insuficiência hepática. Não se sabe se a doença de pele estava ligada à sua insuficiência hepática. Mais tarde, resultados revelam que a causa da morte se deve à cirrose hepática em razão de problemas com o alcoolismo. Hanneman morreu aos 49 anos.

## Equipamento
Durante uma turnê, Hanneman carregava seis guitarras devido a diferentes afinações que eram requeridas. Nos primeiros álbuns como "Haunting the Chapel" - "Divine Intervention", usava afinação em Mi bemol, enquanto nos álbuns posteriores, tais como "Diabolus in Musica" - Christ Illusion, usava afinações alternativas. O primeiro álbum, Show No Mercy, foi gravado usando afinação comum, enquanto que nas performances ao vivo das canções respectivas eram tocadas em Mi bemol, desde cerca de 1984. Guitarras extras eram levadas no caso das originais sofrerem algum dano.

### Guitarras

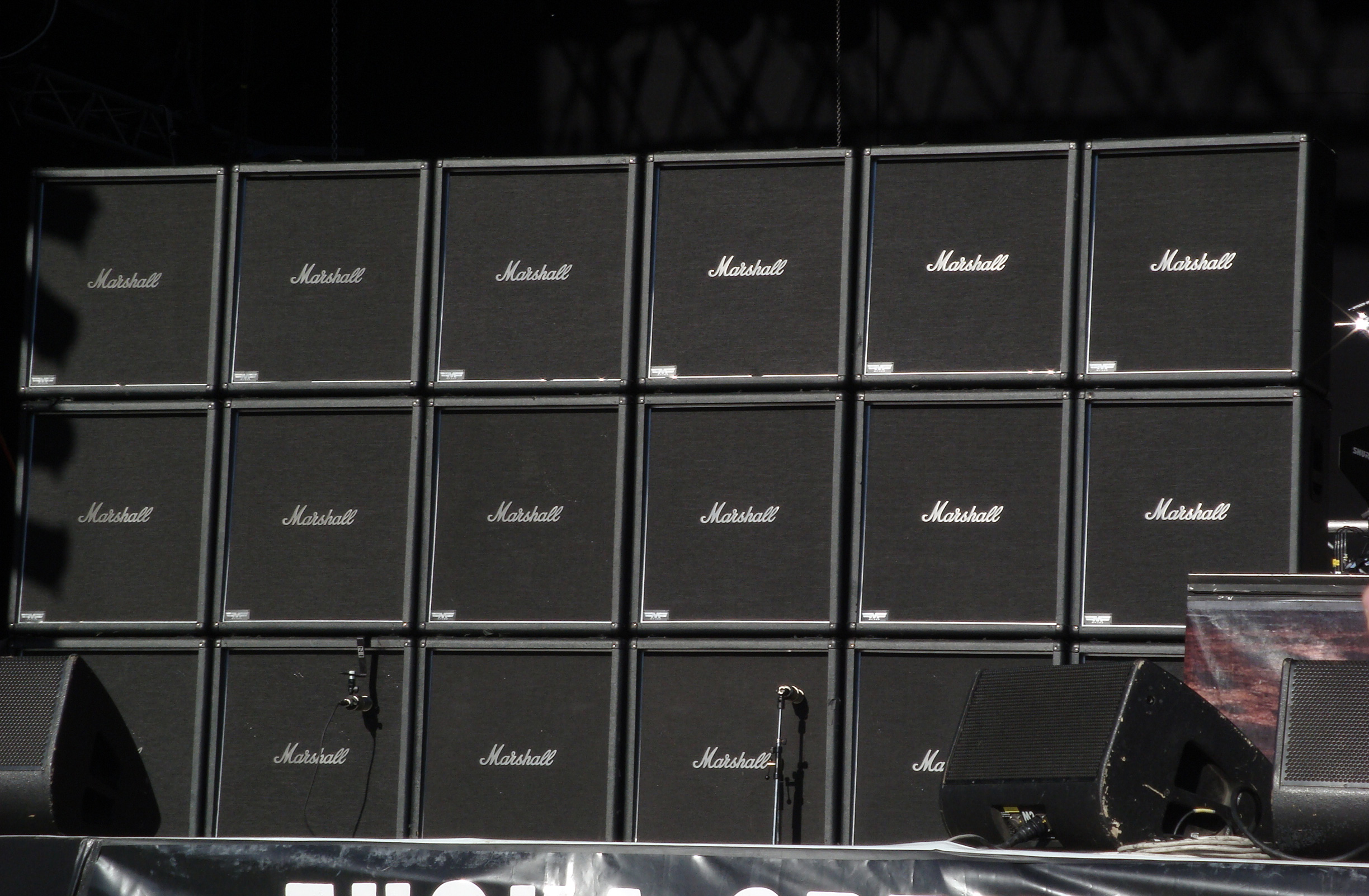
Gabinetes de guitarra no palco do Tuska Open Air Metal Festival em 2008

- ESP Jeff Hanneman Signature model.[10]
- Jackson Custom Shop Soloist with 2 EMG Pickups
- EMG 81/85 Pick-ups with EMG SPC Mid-Boost circuit
- Kahler bridges
- D'Addario .009-.042 Strings

### Efeitos
- Shure Wireless System
- Dunlop Crybaby From Hell Wah-Wah Pedal
- Eventide H3000S Harmonizer
- MXR Super Comp
- MXR Smart Gate
- MXR 10 band EQ
- Monster cable

### Amplificadores
- Marshall JCM-800 amplifiers,
- Marshall ModeFour Speaker Cabinets (Either 280 or 400 Watt Models)